# La Roue Tourangelle 2024
La Roue Tourangelle 2024, ventiduesima edizione della corsa, valida come evento dell'UCI Europe Tour 2024 categoria 1.1 e come quinta prova della Coppa di Francia 2024, si svolse il 24 marzo 2024 su un percorso di 200 km, con partenza da Descartes e arrivo a Tours, in Francia. La vittoria fu appannaggio del francese Jason Tesson, il quale completò il percorso in 4h41'22", alla media di 42,649 km/h, precedendo i belgi Gerben Thijssen e Jenthe Biermans.
Sul traguardo di Tours 104 ciclisti, dei 123 partiti da Descartes, portarono a termine la competizione.

## Squadre e corridori partecipanti
| N.    | Cod. | Squadra                         |
| ----- | ---- | ------------------------------- |
| 1-6   | Q36  | Q36.5 Pro Cycling Team          |
| 11-17 | IWA  | Intermarché-Wanty               |
| 21-27 | ARK  | Arkéa-B&B Hotels                |
| 31-36 | COF  | Cofidis                         |
| 41-47 | DAT  | Decathlon AG2R La Mondiale Team |
| 51-57 | GFC  | Groupama-FDJ                    |
| 61-67 | UXM  | Uno-X Mobility                  |
| 71-77 | VBF  | VF Group-Bardiani CSF-Faizanè   |
| 81-87 | TEN  | TotalEnergies                   |

| N.      | Cod. | Squadra                     |
| ------- | ---- | --------------------------- |
| 91-97   | EKP  | Equipo Kern Pharma          |
| 101-107 | EUS  | Euskaltel-Euskadi           |
| 111-117 | TNN  | Team Novo Nordisk           |
| 121-127 | SQD  | Soudal Quick-Step Devo Team |
| 131-137 | UCN  | CIC U Nantes Atlantique     |
| 141-147 | VRR  | Van Rysel-Roubaix           |
| 151-157 | NMC  | Nice Métropole Côte d'Azur  |
| 161-167 | AUB  | St Michel-Mavic-Auber93     |
| 181-187 | MCT  | MyVelo Pro Cycling Team     |

## Ordine d'arrivo (Top 10)
| Pos. | Corridore         | Squadra       | Tempo    |
| ---- | ----------------- | ------------- | -------- |
| 1    | Jason Tesson      | TotalEnergies | 4h41'22" |
| 2    | Gerben Thijssen   | Intermarché   | s.t.     |
| 3    | Jenthe Biermans   | Arkéa         | s.t.     |
| 4    | Rory Townsend     | Q36.5         | s.t.     |
| 5    | Clément Venturini | Arkéa         | s.t.     |
| 6    | Emmanuel Morin    | Van Rysel     | s.t.     |
| 7    | Enrico Zanoncello | VF Group      | s.t.     |
| 8    | Francisco Galván  | Kern          | s.t.     |
| 9    | Matyáš Kopecký    | Novo Nordisk  | s.t.     |
| 10   | Paul Hennequin    | Nice Métr.    | s.t.     |